# Mnesarete marginata
Mnesarete marginata – gatunek ważki z rodziny świteziankowatych (Calopterygidae). Występuje na terenie Ameryki Południowej.